# Thuiaria hartlaubi
Thuiaria hartlaubi är en nässeldjursart som först beskrevs av Nutting 1904.  Thuiaria hartlaubi ingår i släktet Thuiaria och familjen Sertulariidae. Inga underarter finns listade i Catalogue of Life.